# تن ژونگی
تان جونگی (به چینی: 谭中怡)(زادهٔ ۲۹ می ۱۹۹۱) یک بازیکن شطرنج چینی است که عنوان استاد بزرگ شطرنج را در اختیار دارد. او قهرمان سابق قهرمانی شطرنج بانوان جهان است. او در مسابقات قهرمانی شطرنج بانوان جهان در سال ۲۰۱۷ که به‌صورت حذفی در ایران برگزار شد، توانست آنا موزیچوک را در فینال شکست دهد و عنوان قهرمانی را به دست آورد. تان همچنین قهرمان سابق مسابقات قهرمانی سریع شطرنج جهان بانوان است. او سه بار پیاپی قهرمان مسابقات قهرمانی شطرنج چین در بخش بانوان شده و در مجموع پنج عنوان قهرمانی ملی در سال‌های ۲۰۱۵، ۲۰۲۰، ۲۰۲۱ و ۲۰۲۲ به دست آورده است.
در سال ۲۰۲۴، تان در مسابقات انتخابی بانوان پیروز شد و به این ترتیب در مسابقات قهرمانی شطرنج بانوان جهان ۲۰۲۵ مقابل جو ونجون به رقابت خواهد پرداخت.

## دوران حرفه‌ای
تان در چونگ‌کینگ متولد شد. او در سال ۱۹۹۷، یادگیری شطرنج را آغاز کرد. در سال‌های ۲۰۰۰ و ۲۰۰۱، او دو بار قهرمان مسابقات قهرمانی شطرنج جوانان جهان زیر ۱۰ سال دختران شد که هر دو دوره در اوروپسا دل مار برگزار شدند. همچنین، او در سال ۲۰۰۲ قهرمان مسابقات قهرمانی شطرنج جوانان جهان زیر ۱۲ سال دختران در هراکلیون شد.
در اوت ۲۰۰۸، تان در مسابقات قهرمانی شطرنج بانوان جهان ۲۰۰۸ شرکت کرد و در مرحله دوم توسط پیا کراملینگ با نتیجه ½-۱½ شکست خورد. در سال ۲۰۱۱، تان در مسابقات شطرنج بانوان یونیورسیاد تابستانی ۲۰۱۱ در شنژن قهرمان شد و همچنین به تیم چین کمک کرد تا مدال طلای تیمی را کسب کند. تان در سال ۲۰۱۲ قهرمان مسابقات قهرمانی شطرنج دانشگاه‌های جهان بانوان در گیمارایش شد. او در سال ۲۰۱۳، در سومین دوره مسابقات استاد بزرگان بانوان چین در ووشی به قهرمانی رسید و با امتیاز ۶٫۵ از ۹، ۱٫۵ امتیاز بیشتر از نفرات دوم یعنی والنتینا گونینا و هوانگ چیان این قهرمانی را کسب کرد. تان در سال ۲۰۱۴ قهرمان مسابقات قهرمانی شطرنج برق‌آسا بانوان آسیا در شارجه شد.
در ماه مه سال ۲۰۱۵، تان توانست قهرمانی شطرنج زنان چین را در شهر شینگهوا واقع در استان جیانگسو به دست آورد. ماه بعد، تان در مسابقات پنجمین دوره قهرمانی استادان زن چینی، با کسب ۷ امتیاز از ۹ بازی و با فاصله یک امتیاز کامل از نفر دوم لی تینگجای، به پیروزی رسید. در اوت ۲۰۱۵، او توانست قهرمانی شطرنج سریع زنان آسیا را در العین به دست آورد. در اول دسامبر ۲۰۱۵، تان توانست اولین دوره مسابقات ملکه شطرنج چین را که به صورت حذفی در تایژو، ژجیانگ برگزار شد، پس از شکست دادن جو ویجون در فینال به پیروزی برسد.
او در المپیاد شطرنج سال ۲۰۱۶، مدال طلای تیم زنان برای میز چهارم را کسب کرد.
تان در مسابقات قهرمانی شطرنج زنان جهان ۲۰۱۷ به فینال رسید و با آنا موزیچوک به رقابت پرداخت. پس از اینکه بازی‌های کلاسیک را با نتیجه ۲–۲ به پایان رسید، مسابقه به فاز تای بریک سریع کشیده شد. تان موفق شد با تساوی در اولین بازی با مهره سیاه و پیروزی در دومین بازی با مهره سفید، قهرمان شطرنج زنان جهان شود. این قهرمانی همچنین عنوان استاد بزرگ شطرنج (Grandmaster) را برای او به ارمغان آورد.
او در سال ۲۰۱۸، عنوان قهرمانی شطرنج زنان جهان را به جو ویجون واگذار کرد. در سال ۲۰۲۰، تان توانست در مسابقات استادان جبل الطارق جایزه بهترین زن را کسب کند.
در سال ۲۰۲۱، تان موفق به کسب مقام سوم در جام جهانی شطرنج زنان ۲۰۲۱ شد، این پیروزی پس از پیروزی مقابل آنا موزیچوک با نتیجه ۲٫۵ بر ۱٫۵ به ارمغان آمد.
در سال ۲۰۲۲، تان پس از اینکه در دیدار نهایی مقابل بازیکن محلی دینارا سادواکاسوا پیروز شد، قهرمانی شطرنج سریع زنان جهان را در آلماتی، قزاقستان به دست آورد.

## لیگ شطرنج چین
تان جونگی برای تیم چاینا موبایل واقع در چونگ کینگ در مسابقات شطرنج لیگ شطرنج چین (CCL) بازی می‌کند.

## زندگی شخصی
او در سال ۲۰۰۹ از دانشکده حقوق دانشگاه مالی و اقتصاد شانگهای فارغ‌التحصیل شد.